# Provincia Cosenza
Cosenza este o provincie în regiunea Calabria, Italia.